# University, Florida
University Hillsborough County, i delstaten Florida, USA. Enligt United States Census Bureau har orten en folkmängd på 41 163 invånare (2010) och en landarea på 16,6 km².